# Genova Thaon di Revel
Il conte Genova Giovanni Battista Thaon di Revel, abbreviato in Genova di Revel (Genova, 21 novembre 1817 – Como, 3 settembre 1910), è stato un nobile, militare, patriota, politico, diplomatico e storico italiano.
Partecipò alle campagne del Risorgimento e alla Guerra di Crimea. Svolse diverse delicate missioni diplomatiche per conto del governo sardo. Fu ministro della guerra nel secondo governo Rattazzi e senatore del Regno dalla XIII legislatura.

## Biografia

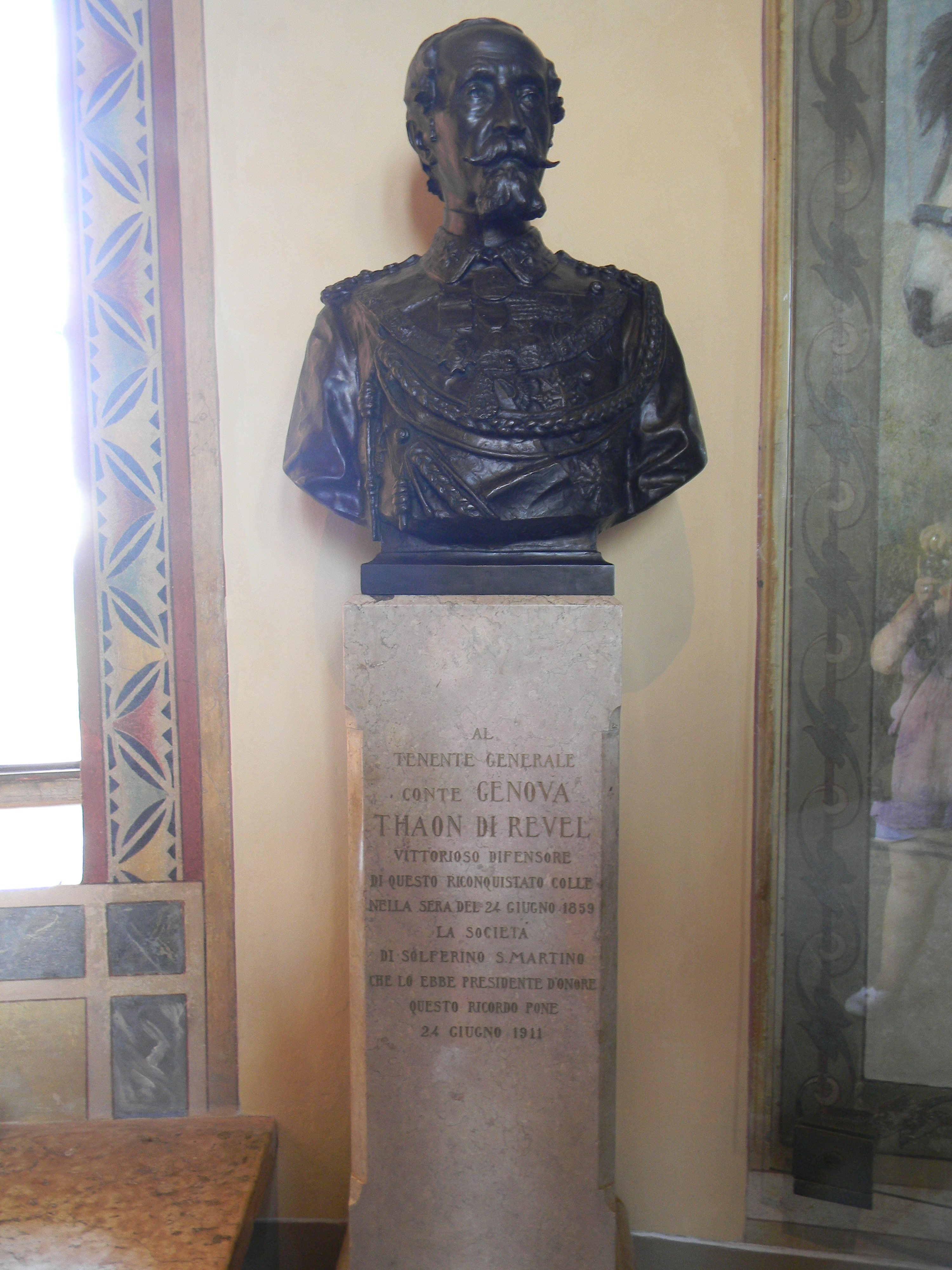
Busto dedicato a Genova Thaon di Revel a ricordo della battaglia di Solferino e San Martino

Il conte Genova Thaon di Revel era il dodicesimo figlio del nobile piemontese Ignazio Isidoro Thaon di Revel e di Sabina Spitalieri dei conti di Cessole. Giovane rampollo della aristocrazia subalpina, proveniente da una famiglia solidamente benestante con una larga e importante rete di relazioni, fu ben inserito nell'alta società torinese. Fu in stretti rapporti con i fratelli Adriano, ministro plenipotenziario a Londra e a Vienna, e Ottavio, ministro delle finanze. Quest'ultimo ebbe forte influenza nella vita di Genova e rappresentò un costante punto di riferimento.

### Formazione
Frequentò la Reale Accademia Militare di Torino (diciassettenne ebbe il grado di sottotenente dell'Armata Sarda) e nel 1834 entrò a frequentare la scuola complementare dell'Accademia per tre anni. Nel 1840 ottenne la promozione a luogotenente.
Fu tra i soci fondatori del Club del Whist di Torino (aperto nel 1841 per iniziativa del conte Camillo Benso di Cavour), che divenne un importante ritrovo dell'alta società piemontese. Intraprese numerosi viaggi in Europa (nel 1842 visitò la Scozia e l'Irlanda) e nel 1844 fu a Londra, ospite del cugino di secondo grado Emanuele d'Azeglio. Nello stesso anno, per impegni militari, fu inviato a Chambéry, dove rimase per diversi mesi al comando di una batteria di artiglieria, nonostante non avesse il grado previsto; durante la permanenza, accompagnò il principe Ferdinando, duca di Genova in visita nella regione dei suoi avi.

### La prima guerra d'indipendenza
Nel luglio 1847 avvenne l'esordio nell'ambito diplomatico: ebbe l'incarico di conoscere le mosse dello Stato della Chiesa dopo l'occupazione di Ferrara da parte delle truppe austriache. Egli stesso la definì  "una curiosa missione", che assolse con attenzione e che gli permise di entrare in contatto con gli ambienti moderati a Roma, impegnati a creare un nuovo assetto politico nazionale con l'obbiettivo di estromettere l'Austria dall'Italia.
Scoppiata la prima guerra d'indipendenza italiana, il 31 marzo 1848 fu nominato capitano di artiglieria nella 4ª divisione. Nella notte tra il 12 e il 13 aprile ricevette l'ordine dal maggiore Alfonso Ferrero della Marmora di schierare l'artiglieria per bombardare la fortezza di Peschiera. L'operazione mise "di Revel" (come si firmò nei dispacci) a fianco del maggiore della Marmora, con quale rimase legato da sincera amicizia per tutta la sua vita. Prese in seguito parte (6 maggio 1848) alla battaglia di Santa Lucia, alle porte di Verona, con la divisione del duca di Savoia, dopo la quale fu destinato al comando della 9ª batteria (1º giugno 1848) presso la Venaria Reale. Partecipò alle battaglie di Staffallo e Valeggio, dove ebbe il primo riconoscimento per il valore. Dopo questi episodi, Thaon seguì la ritirata della divisione di riserva a Codogno. Quando (4 agosto) Carlo Alberto decise di portare l'esercito a Milano e disporlo all'esterno delle mura, Genova Thaon fu dislocato a Porta Vigentina, dove con la propria batteria contrastò gli assalti delle forze austriache. In seguito partecipò alla battaglia di Novara, nella quale si distinse e fu decorato con la medaglia d'argento al valor militare.

### Addetto militare a Vienna
In seguito al proclama di Moncalieri, il 9 gennaio 1850 fu approvato dalla camera dei deputati il trattato di pace con l'Austria. Alfonso La Marmora, incaricato ministro della guerra (3 novembre 1849), selezionò e inviò quattro dei suoi migliori ufficiali dell'Arma di artiglieria come addetti militari del Regno di Sardegna a Berlino e Vienna. Furono scelti Giuseppe Govone, Agostino Petitti Bagliani di Roreto, Paolo di Sanrobert e il Thaon. Genova si trasferì a Vienna, dove trovò il fratello Adriano, ministro plenipotenziario del regno di Sardegna. 
Ebbe il segreto incarico di studiare l'organizzazione dell'esercito austriaco e di esaminare attentamente la situazione politica e militare. La missione, di durata triennale, lo portò a visitare l'Ungheria e Berlino. Trasmise informazioni di rilievo militare e politico, che furono inviate a Torino attraverso corrieri. La missione si concluse nell'aprile 1853, a causa della grave crisi tra il Regno Sardo e l'Austria in seguito al fallito tentativo insurrezionale mazziniano a Milano.

### La guerra di Crimea
L'11 aprile 1855 il capitano Genova fu convocato, insieme all'ufficiale d'artiglieria Vittorio Asinari di San Marzano, presso il ministero della guerra; lì ricevettero la richiesta di recarsi in Crimea con l'incarico di commissari militari per conto del Regno di Sardegna presso i quartieri generali degli alleati inglesi e francesi. Il Thaon fu destinato al quartiere generale inglese al comando del generale Lord Raglan. 

Quando il consiglio di guerra degli alleati decise l'attacco (18 giugno 1855) contro le fortificazioni di Sebastopoli, Genova vi prese parte insieme agli ufficiali inglesi dello stato maggiore. Si trovò in trincea vicino alla linea del fuoco russa quando le truppe britanniche si lanciarono nell'attacco, poi respinte dalle truppe russe. In seguito ricevette la nomina a maggiore, il 27 giugno 1856. 
L'incarico principale fu l'intensa e delicata attività di collegamento tra il comando italiano e quello inglese e, in seguito alla morte del San Marzano (causata dal colera), quello francese. A metà luglio si ammalò seriamente (il colera, secondo alcuni calcoli, avrebbe ucciso circa il 30% dell’intero contingente occidentale) e fu imbarcato per Costantinopoli per le prime cure, per poi rientrare in Piemonte. Durante la navigazione stette nuovamente male, forse per tifo con febbre alta. Al suo rientro fu destinato al comando della 9ª batteria a Venaria Reale (la brigata che presiedeva a Torino) dal ministro della guerra, Giuseppe Dabormida.

### Nel parlamento del Regno Sardo
Si candidò per la prima volta nelle elezioni del 15-18 novembre 1857 presso il collegio di Gassino. Venne eletto deputato nella (sesta legislatura del Parlamento subalpino) e si schierò nelle file della destra costituzionale guidata dal fratello Ottavio Thaon. Fu riconfermato nella VII legislatura, fino al 1860

### La seconda guerra d'indipendenza e l'unificazione
Scoppiata la seconda guerra d'indipendenza italiana, ai primi di maggio 1858 il maggiore Thaon di Revel fu a Valenza, inserito nella 5ª divisione, sotto il comando di Domenico Cucchiari, per poi passare nella 3ª divisione, comandata dal generale Giovanni Durando, composta dalla brigata Cuneo (al comando del maggior generale Arnaldi) e dalla brigata Pinerolo (al comando del maggior generale Della Rocca). 
Revel assunse il comando della brigata d'artiglieria composta dalla 4ª, 5ª e 6ª batteria. Il 22 maggio ricevette ordini di eseguire una manovra diversiva in congiunzione con la 2ª e 5ª divisione; fu simulato un tentativo di attraversamento del fiume Sesia presso Palestro. L'obiettivo era di tenere impegnate le forze austriache, locate sulla riva sinistra del fiume, e sostenere l'avanzata della 4ª divisione, che aveva precedentemente attraversato il fiume. Non avendo a disposizione l'equipaggiamento per gettare ponti, il Revel fece correre lungo la riva i carri della batteria, che furono pesantemente bersagliati dagli austriaci, avvantaggiati dalla posizione coperta dietro l'argine. L'azione di disturbo generò gravi perdite alla divisione comandata dal maggiore Revel. Gli valse la "menzione onorevole per essersi distinto nella dimostrazione al porto di Palestro e sulla Sesia e per l'abilità e sangue freddo con cui diresse l'artiglieria sotto i suoi ordini". 
L'11 giugno il comando della 3ª divisione fu assegnato al generale Filiberto Mollard, che poco dopo prese parte alla decisiva battaglia di Solferino e San Martino, durante la quale Genova Thaon ebbe la gamba contusa. Distintosi, ricevette la Croce d'Ufficiale dell'Ordine Militare di Savoia per l'abilità spiegata nel dirigere l'azione dell'artiglieria durante il combattimento. Ristabilito, il 5 luglio fu trasferito al comando d'artiglieria della 1ª divisione di Giovanni Durando, che ebbe l'incarico di investire Piacenza, dove ricevette la notizia dell'armistizio di Villafranca tra la Francia e l'Austria.
La Francia trasferì la Lombardia al Regno di Sardegna e la 1ª divisione del generale Durando si recò a Monza. A Milano, Genova Thaon conobbe la futura moglie, Camilla Albani contessa di Castelbarco. Ottenne la promozione a tenente colonnello e nel mese di ottobre del 1859 fu nominato comandante della brigata di artiglieria di Milano.
Lasciato il parlamento sardo nel maggio 1860 in seguito alla promozione a colonnello, partecipò alla spedizione nelle Marche e diresse le operazioni dell'artiglieria nell'assedio di Ancona. Il 12 dicembre di quell'anno fu nominato Direttore generale per gli affari della guerra nelle Province napoletane e, nel 1861,  fu promosso maggior generale dell'appena costituito Regio Esercito italiano. Fino al 1862 comandò a Terni una brigata di granatieri.

### Nel parlamento italiano
Nel 1865 fu eletto deputato al parlamento del Regno d'Italia e vi restò per tre legislature, fino al 1874. 

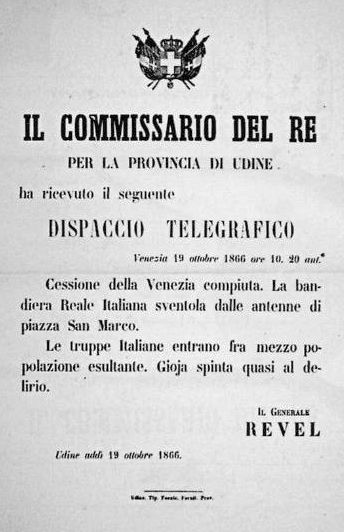
Manifesto con il testo del telegramma del generale Revel sulla cessione della Venezia

Prese parte nel giugno 1866 alla terza guerra d'indipendenza e, in qualità di commissario del re, fu importante organizzatore e mediatore durante il plebiscito del Veneto del 1866 che sancì il passaggio di quella regione al Regno d'Italia. Come riconoscimento, venne promosso, il 19 ottobre 1866, tenente generale.
Raccontò i dettagli di questo evento storico, tuttora oggetto di discussione, nel suo memoriale "La cessione del Veneto. Ricordi di un commissario regio militare", Firenze (1890).

### Ministro della guerra e senatore
Fu in seguito ministro della guerra del Regno d'Italia nel governo Rattazzi II per qualche mese nel 1867, In quei giorni Garibaldi aveva raccolto un corpo di volontari ai confini con il Lazio. Rattazzi e Thaon di Revel lo fecero arrestare a Sinalunga, ma la situazione sfuggì di mano alle autorità italiane quando il 19 ottobre il generale fuggì rocambolescamente da Caprera e sbarcò in Toscana per invadere i resti dello Stato pontificio. Il governo così nell'ottobre 1867 fu costretto a dimettersi.
Thaon fu poi comandante di Corpo d'armata nel 1877.
Ricevette nel corso della sua carriera militare due medaglie di bronzo e due d'argento al valore militare.
Nel 1879 fu nominato senatore del Regno. Nel 1887 fu posto in ausiliaria dall'esercito. Nel 1905 fu insignito del collare dell'ordine della Santissima Annunziata, la massima onorificenza di Casa Savoia e del Regno.
Visse a lungo (morì all'età di 93 anni) e servì il suo paese sotto quattro sovrani. Riposa in un colombario nella galleria DE di ponente inferiore del cimitero monumentale di Milano, circondato dai membri della sua famiglia.

## Discendenza
A Milano (26 dicembre 1862), sposò Camilla Castelbarco Visconti Simonetta dei principi di Montignano, con la quale ebbe cinque figli, due dei quali (Umberto e Ottavia Maria) non raggiunsero la maggiore età.
- Sabina (17 aprile 1865-Como 1950) sposò il 10 luglio 1893 il conte Emiliano Parravicini di Parravicino.
- Antonio (1865-1893), tenente di cavalleria, morì all'età di 24 anni per una malformazione cardiaca.
- Carla (2 febbraio 1875) sposò a Milano, il 20 aprile 1898, il conte Guido Barbiano di Belgioioso.

## Opere
- La cessione del Veneto. Ricordi di un commissario regio militare, Milano, Dumolard, 1890,  p. 183, OCLC 56987382.
- Dal 1847 al 1855. La spedizione di Crimea. Ricordi di un commissario militare del Re, 1891.
- Il 1859 e l'Italia centrale. Miei ricordi, Milano, Dumolard, 1891, OCLC 561843309.
- Da Ancona a Napoli. Miei ricordi, Milano, Dumolard, 1892, OCLC 7087807.
- Umbria ed Aspromonte. Ricordi diplomatici, Milano, Dumolard, 1894, OCLC 7509140.
- Sette mesi al Ministero. Ricordi ministeriali di Genova Di Revel. Con una appendice contenente i cenni biografici del conte Ottavio Thaon di Revel, Milano, Dumolard, 1895, OCLC 674431064.

## Ascendenza
|                                                                  |  |                                       | Genitori                              |  |  | Nonni |  |  | Bisnonni                                               |  |  | Trisnonni                                      |  |
|                                                                  |  |                                       |                                       |  |  |       |  |  | Giuseppe Orazio Thaon di Revel e di Sant'Andrea, conte |  |  | Gaspare Thaon di Revel e di Sant'Andrea, conte |  |
|                                                                  |  |                                       |                                       |  |  |       |  |  | Giuseppe Orazio Thaon di Revel e di Sant'Andrea, conte |  |  | Gaspare Thaon di Revel e di Sant'Andrea, conte |  |
|                                                                  |  | Gertrude Provana di Pralungo          |                                       |  |  |       |  |  | Giuseppe Orazio Thaon di Revel e di Sant'Andrea, conte |  |  |                                                |  |
| Carlo Thaon di Revel e di Sant'Andrea, I marchese Thaon di Revel |  |                                       |                                       |  |  |       |  |  | Giuseppe Orazio Thaon di Revel e di Sant'Andrea, conte |  |  |                                                |  |
|                                                                  |  | Francesca Antonia Emilia Teresa Peyre | Lazzaro Peyre                         |  |  |       |  |  |                                                        |  |  |                                                |  |
|                                                                  |  | Francesca Antonia Emilia Teresa Peyre | Lazzaro Peyre                         |  |  |       |  |  |                                                        |  |  |                                                |  |
|                                                                  |  | Francesca Antonia Emilia Teresa Peyre | Maddalena Thaon di Revel              |  |  |       |  |  |                                                        |  |  |                                                |  |
| Ignazio Thaon di Revel, conte di Pralungo                        |  | Francesca Antonia Emilia Teresa Peyre |                                       |  |  |       |  |  |                                                        |  |  |                                                |  |
|                                                                  |  | Giovanni Andrea Galleani              | Giambattista Galleani, conte di Scros |  |  |       |  |  |                                                        |  |  |                                                |  |
|                                                                  |  | Giovanni Andrea Galleani              | Giambattista Galleani, conte di Scros |  |  |       |  |  |                                                        |  |  |                                                |  |
|                                                                  |  | Giovanni Andrea Galleani              | Andrea Galleani, conte di Scros       |  |  |       |  |  |                                                        |  |  |                                                |  |
| Maddalena Galleani di Todone                                     |  | Giovanni Andrea Galleani              |                                       |  |  |       |  |  |                                                        |  |  |                                                |  |
|                                                                  |  | Francesca Antonia Emilia Teresa Peyre | Lazzaro Peyre                         |  |  |       |  |  |                                                        |  |  |                                                |  |
|                                                                  |  | Francesca Antonia Emilia Teresa Peyre | Lazzaro Peyre                         |  |  |       |  |  |                                                        |  |  |                                                |  |
|                                                                  |  | Francesca Antonia Emilia Teresa Peyre | Maddalena Thaon di Revel              |  |  |       |  |  |                                                        |  |  |                                                |  |
| Genova Giovanni Thaon di Revel                                   |  | Francesca Antonia Emilia Teresa Peyre |                                       |  |  |       |  |  |                                                        |  |  |                                                |  |
|                                                                  |  |                                       |                                       |  |  |       |  |  |                                                        |  |  |                                                |  |
|                                                                  |  |                                       |                                       |  |  |       |  |  |                                                        |  |  |                                                |  |
|                                                                  |  |                                       |                                       |  |  |       |  |  |                                                        |  |  |                                                |  |
|                                                                  |  |                                       |                                       |  |  |       |  |  |                                                        |  |  |                                                |  |
|                                                                  |  |                                       |                                       |  |  |       |  |  |                                                        |  |  |                                                |  |
|                                                                  |  |                                       |                                       |  |  |       |  |  |                                                        |  |  |                                                |  |
|                                                                  |  |                                       |                                       |  |  |       |  |  |                                                        |  |  |                                                |  |
| Sabina Spitalieri di Cessole                                     |  |                                       |                                       |  |  |       |  |  |                                                        |  |  |                                                |  |
|                                                                  |  |                                       |                                       |  |  |       |  |  |                                                        |  |  |                                                |  |
|                                                                  |  |                                       |                                       |  |  |       |  |  |                                                        |  |  |                                                |  |
|                                                                  |  |                                       |                                       |  |  |       |  |  |                                                        |  |  |                                                |  |
|                                                                  |  |                                       |                                       |  |  |       |  |  |                                                        |  |  |                                                |  |
|                                                                  |  |                                       |                                       |  |  |       |  |  |                                                        |  |  |                                                |  |
|                                                                  |  |                                       |                                       |  |  |       |  |  |                                                        |  |  |                                                |  |
|                                                                  |  |                                       |                                       |  |  |       |  |  |                                                        |  |  |                                                |  |
|                                                                  |  |                                       |                                       |  |  |       |  |  |                                                        |  |  |                                                |  |